# Ambar (empresa)
A Ambar - Ideias no Papel S.A., conhecida simplesmente como Ambar até 2004, é uma empresa portuguesa fundada em 1939. O seu nome provém das primeiras sílabas do seu fundador, Américo Barbosa. A Ambar comercializa produtos de papelaria para uso particular e profissional, além de material escolar, é uma referencia na produção de papel de fantasia. Exporta os seus produtos para cerca de trinta países.

## História
No início da década de 1970 tinha mais de mil trabalhadores, renovadas instalações e uma organização já então assente em meios informáticos. Em 1976 foi destruída por um incêndio e totalmente reconstruída.
Em 1986, com a criação da Ambar España SA, em Madrid, e com o alargamento da exportação para outros países da Europa, a Ambar começa a internacionalizar-se.
Em Setembro de 1996 perde o seu fundador, passando a Presidência do conselho de administração a ser ocupado por sua filha, Isabel Barbosa.

## Produtos
Os produtos comercializados pela Ambar incluem produtos para escritório (como pastas de arquivo, arquivadores, cadernos e bolsas), material escolar (incluindo mochilas e estojos), material de utilização pessoal (agendas, notebooks e material para embrulho ).